# Кинг-Эдвард-авеню (Оттава)

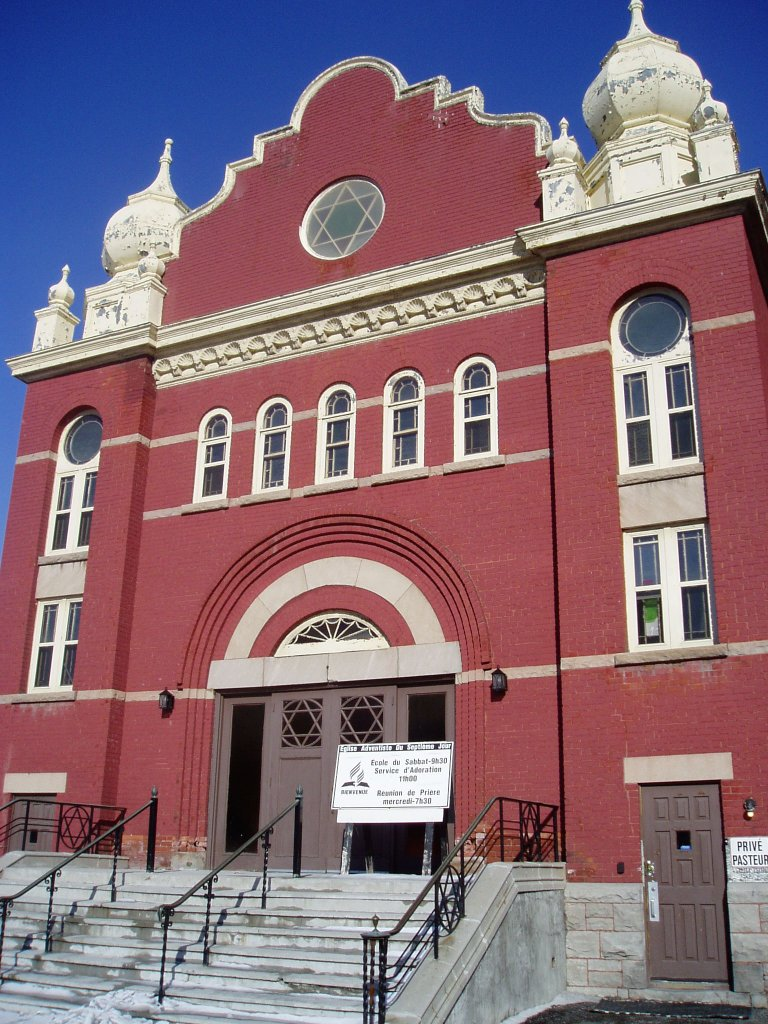
Франкоканадская церковь адвентистов седьмого дня в доме 375 по Кинг-Эдвард-стрит.

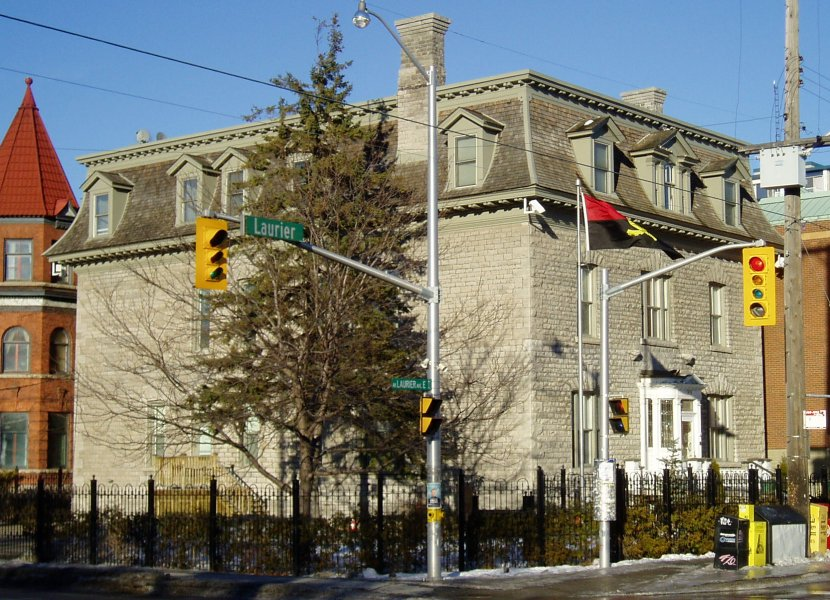
Дом Пане, ныне посольство Анголы — угол с Лорье-авеню.

Кинг-Эдвард-авеню, англ. King Edward Avenue — крупная транспортная артерия в исторической части г. Оттава.
Идёт с севера на юг, от моста Макдональда-Картье по направлению к автомагистрали Квинсуэй. Южная часть улицы идёт вдоль кампуса Оттавского университета. Изначально улица называлась Кинг-стрит в честь короля Эдуарда VII.
В 19-м веке центр улицы делила на две части открытая общественная канализация, которая шла от канала Ридо к реке Ридо. В начале 20 в. канализация была демонтирована, вместо неё был устроен бульвар с зелёными насаждениями, благодаря чему на короткое время Кинг-Эдвард-авеню стала одной из самых красивых улиц Оттавы. Здесь были сооружены Шампанская баня и церковь адвентистов 7-го дня. Во второй половине 20 в., после сооружения моста Макдональда-Картье и магистрали Квинсуэй, Кинг-Эдвард-авеню заполнилась крупными грузовиками, стала шумной и грязной.
Кинг-Эдвард-авеню делит примерно надвое (на западную и восточную части) два старейших района города — Лоуэртаун и Сэнди-Хилл.